# ヴァルト (アルゴイ)
ヴァルト (ドイツ語: Wald) は、ドイツ連邦共和国バイエルン州シュヴァーベン行政管区のオストアルゴイ郡に属す町村（以下、本項では便宜上「町」と記述する）で、ゼーク行政共同体を構成する自治体の一つである。

## 地理
ヴァルトはアルゴイ地方に位置する。

### 自治体の構成
この町は、公式には21の地区 (Ort) からなる。このうち小集落や孤立農場などを除く集落を以下に列記する。
- バルンシュタイン
- ホーフェン
- ヴァルト
- ヴィムベルク

## 歴史
ヴァルトはアウクスブルク司教領に属した。1803年の帝国代表者会議主要決議以降はバイエルン領となった。バイエルンの行政改革に伴う1818年の市町村令によって現在の自治体が成立した。

### 人口推移
- 1970年 857人
- 1987年 946人
- 2000年 994人

2006年12月31日現在、この町は21の小集落からなり、人口は1,023人である。

## 行政
町長はヨハンナ・プルシュケ (Allgemeine Wählergruppe) である。彼女は2014年にヨーゼフ・アンプスラー (Allgemeine Wählergruppe) の後継として町長に就任した。

### 紋章
頂部は黒地で横に並んだ3つの金の球。主部とは銀の波帯で分けられている。主部は緑地に、2本の根を張った銀のモミの木の間に銀の教会塔。

## 経済と社会資本

### 教育
- 基礎課程学校 1校。ヴァルト/ロイターシャハ基礎課程学校連盟に加盟している。

## 引用
1. ↑  https://www.statistikdaten.bayern.de/genesis/online?operation=result&code=12411-003r&leerzeilen=false&language=de Genesis-Online-Datenbank des Bayerischen Landesamtes für Statistik Tabelle 12411-003r Fortschreibung des Bevölkerungsstandes: Gemeinden, Stichtag (Einwohnerzahlen auf Grundlage des Zensus 2011)
2. ↑  Bayerische Landesbibliothek Online